# 榆林中学
陕西省榆林中学是中国陕西省榆林市榆阳区的一所高级中学，创建于1903年，时名“榆阳中学堂”。110多年来,学校10次更名,2次迁校址。1972年更名为“陕西省榆林中学”,沿用至今。2007年迁入榆林市高新技术开发区新校址。2012年6月12日成为“陕西省示范高中”，学校现有教学班76个,学生3300多人。校园占地面积270亩,建筑面积12.2万平方米,绿地面积4.8万平方米。学校图书馆藏纸质图书25万册,电子图书15万册。

## 历史
榆林中学成立于1903年，前身是“榆阳书院”，创建于明代弘治八年（1495年），曾为殖边学堂、榆阳中学堂，1913年改为联合县立榆林中学。

## 著名人物
- 老师：张季鸾、李鼎铭、杜斌丞、魏野畴、李子洲、王森然
- 校友：刘志丹、谢子长、高岗、刘澜涛、杜聿明、柳青、高景德等